# Nekrolog August 2003
Nekrolog
◄◄
| ◄
| 1999
| 2000
| 2001
| 2002
| 2003 | 2004 | 2005 | 2006 | 2007 | ► | ►►
Januar |
Februar |
März |
April |
Mai |
Juni |
Juli |
August |
September |
Oktober |
November |
Dezember 2003
Weitere Ereignisse | Allgemeiner Nekrolog 2003
Die Beschreibung der verstorbenen Person sollte so kurz wie möglich gehalten sein und nur deren signifikante Tätigkeit(en) enthalten.
Neue Namen ggf. auch unter dem Geburts- und Sterbedatum, also etwa unter 1. Januar und im Geburts- und Sterbejahr (2024) eintragen (nur bei entsprechender großer Wichtigkeit). Für Beispiele siehe die schon vorhandenen Artikel.
Außerdem über die fünf zuletzt Verstorbenen, zu denen es einen ausreichend guten Artikel für eine Präsentation auf der Hauptseite gibt, nach der todesbedingten Überarbeitung der Artikel ggf. auch unter Wikipedia Diskussion:Hauptseite informieren und sie am besten auch in den anderen Wikipedia-Sprachversionen eintragen. Tipp: Regelmäßig bei news.google.de nach „ist tot“, „gestorben“ oder „verstorben“ suchen.
Wenn eine Person gestorben ist, gibt es viele Seiten zu dieser Person in der Wikipedia, die davon auch betroffen sind und entsprechend aktualisiert werden müssen. Beispiele: Namenübersichtsseite, Geburtsjahr, Geburtsort-Seiten und viele mehr.
Wie finde ich die betroffenen Seiten?
Im Suchfeld auf der linken Seite gibt man den Suchbegriff so ein: „Vorname Nachname“. Dann klickt man auf Volltext und alle Seiten mit entsprechendem Suchtext werden aufgerufen. Hier sieht man dann schnell, wo auch das Todesjahr Sinn macht oder sogar ein Teil des Artikels angepasst werden muss. Auch hilft das „Werkzeug“ auf der linken Seite sehr gut, um solche Seiten aufzufinden: „Links auf diese Seite“. Somit ist die Wikipedia wieder aktuell in allen Bereichen! Hinweis: bei Eintragung der Kategorie „Gestorben JAHR“ wird der Missbrauchsfilter 49 ausgelöst, was jedoch nicht schlimm ist. Siehe: Spezial:Missbrauchsfilter/49
Dies ist eine Liste von im August 2003 verstorbenen bekannten Persönlichkeiten. Die Einträge erfolgen innerhalb der einzelnen Daten alphabetisch sortiert. Tiere sind im Nekrolog für Tiere zu finden.

## August
| Tag        | Name                                     | Beruf, bekannt als                                                                                              | Alter    | Beleg |
| ---------- | ---------------------------------------- | --- | -------- | ----- |
| 1. August  | Peter Hirche                             | deutscher Schriftsteller und Hörspielautor                                                                      | 80       |       |
| 1. August  | Hans Jendersie                           | deutscher Bergbauingenieur                                                                                      | 88       |       |
| 1. August  | Tom Lewis                                | US-amerikanischer Politiker                                                                                     | 78       |       |
| 1. August  | Georges Roux                             | französischer Klassischer Archäologe                                                                            | 83       |       |
| 1. August  | Josef Schmall                            | österreichischer Politiker (ÖVP), Landtagsabgeordneter im Burgenland                                            | 78       |       |
| 1. August  | Guy Thys                                 | belgischer Fußballspieler und -trainer                                                                          | 80       |       |
| 1. August  | Marie Trintignant                        | französische Schauspielerin                                                                                     | 41       |       |
| 2. August  | Herwig Bartels                           | deutscher Diplomat                                                                                              | 69       |       |
| 2. August  | Don Estelle                              | britischer Schauspieler und Sänger                                                                              | 70       |       |
| 2. August  | Wladimir Semjonowitsch Golowanow         | sowjetischer Gewichtheber                                                                                       | 64       |       |
| 2. August  | Erika Lorenz                             | deutsche Romanistin und Hispanistin                                                                             | 80       |       |
| 2. August  | Mohamad Adnan Robert                     | malaysischer Yang di-Pertua Negeri Sabah (zeremonielles Staatsoberhaupt von Sabah)                              | 85       |       |
| 2. August  | Oscar Müller                             | deutscher Schauspieler                                                                                          | 82       |       |
| 2. August  | Wladimir Alexandrowitsch Negowski        | sowjetischer Arzt und Reanimations-Mediziner                                                                    | 94       |       |
| 2. August  | Michael W. O’Neill                       | US-amerikanischer Geotechniker                                                                                  | 63       |       |
| 2. August  | Joachim Piefke                           | deutscher Manager und Direktor der Berliner Verkehrsbetriebe                                                    | 81       |       |
| 2. August  | Knud Poulsen                             | dänischer Journalist, Schriftsteller und Übersetzer                                                             | 83       |       |
| 2. August  | Willem Wilmink                           | niederländischer Dichter, Autor und Sänger                                                                      | 66       |       |
| 2. August  | Hatten Schuyler Yoder                    | US-amerikanischer Geophysiker                                                                                   | 82       |       |
| 2. August  | Grigori Iwanowitsch Zchowrebow           | sowjetischer Pilot                                                                                              | 79       |       |
| 3. August  | Raoul Breuskin                           | belgischer Radrennfahrer                                                                                        | 85       |       |
| 3. August  | Ernst Büchel                             | liechtensteinischer Rechtsanwalt und Politiker                                                                  | 81       |       |
| 3. August  | Herbert Gutschera                        | deutscher Theologe, Religionspädagoge und Kirchenhistoriker                                                     | 61       |       |
| 3. August  | Joseph Saidu Momoh                       | sierra-leonischer Politiker, Präsident von Sierra Leone (1985–1992)                                             | 66       |       |
| 3. August  | Monica Poole                             | britische Holzstecherin                                                                                         | 82       |       |
| 3. August  | Peter Safar                              | US-amerikanischer Anästhesist österreichischer Herkunft                                                         | 79       |       |
| 3. August  | Anton Spitaler                           | deutscher Orientalist, semitischer und arabischer Philologe                                                     | 93       |       |
| 3. August  | Hans Detlef Stäcker                      | deutscher Politiker (FDP, CDU), MdL                                                                             | 80       |       |
| 4. August  | Anthony von Sourozh                      | russisch-orthodoxer Metropolit der Diözese von Sourozh                                                          | 89       |       |
| 4. August  | Dionigi Coppo                            | italienischer Politiker und Gewerkschaftsfunktionär, Mitglied des Senato della Repubblica                       | 81       |       |
| 4. August  | Hans Peter Hauschild                     | deutscher Kulturwissenschaftler, Diplom-Pädagoge und AIDS-Aktivist                                              | 48       |       |
| 4. August  | Frederick Chapman Robbins                | US-amerikanischer Mediziner                                                                                     | 86       |       |
| 4. August  | Johannes Radermacher                     | deutscher Volksmusiker                                                                                          | 62       |       |
| 4. August  | Alice Saunier-Seïté                      | französische Geographin, Historikerin, Hochschullehrerin und Politikerin                                        | 78       |       |
| 4. August  | Norbert Starzak                          | deutscher Fußballspieler                                                                                        | 52       |       |
| 4. August  | Enric Torra i Pòrtulas                   | katalanischer Pianist, Komponist, Dirigent, Chorleiter und Musikpädagoge                                        | 93       |       |
| 4. August  | James Welch                              | indianisch-US-amerikanischer Schriftsteller                                                                     | 62       |       |
| 5. August  | Roger Barny                              | französischer Romanist und Literaturwissenschaftler                                                             | 73       |       |
| 5. August  | Bruno Caneva                             | italienischer Skispringer                                                                                       | 91       |       |
| 5. August  | Carlo Còccioli                           | italienischer Schriftsteller                                                                                    | 83       |       |
| 5. August  | Tite Curet Alonso                        | puerto-ricanischer Latin-Komponist                                                                              | 77       |       |
| 5. August  | Friedhelm Felsch                         | deutscher Politiker (SPD)                                                                                       | 71       |       |
| 5. August  | Heinz Krekeler                           | deutscher Chemiker, Politiker (FDP), MdL und Botschafter, EURATOM-Kommissar                                     | 97       |       |
| 5. August  | Veronika Mittermair                      | italienische Historikerin (Südtirol)                                                                            | 40       |       |
| 5. August  | Maurice Mollin                           | belgischer Radrennfahrer                                                                                        | 79       |       |
| 5. August  | Samuel J. Tedesco                        | US-amerikanischer Politiker                                                                                     | 88       |       |
| 5. August  | Gheorghe Viziru                          | rumänischer Tennisspieler                                                                                       | 79       |       |
| 5. August  | Hans Zacher                              | deutscher Ingenieur, Entwickler des Standards zur Ermittlung von Flugeigenschaften                              | 90       |       |
| 6. August  | Waltraud Lauer                           | deutsche Politikerin (SPD), MdL                                                                                 | 77       |       |
| 6. August  | Roberto Marinho                          | brasilianischer Medienunternehmer                                                                               | 98       |       |
| 6. August  | Grover Mitchell                          | US-amerikanischer Jazzmusiker                                                                                   | 73       |       |
| 6. August  | Werner Peters                            | deutscher Zoologe und Zellbiologe                                                                               | 74       |       |
| 6. August  | Wilhelm Schneemelcher                    | deutscher Theologe und Kirchenhistoriker                                                                        | 88       |       |
| 6. August  | Larry Taylor                             | britischer Schauspieler und Stuntman                                                                            | 85       |       |
| 6. August  | Hans Zeidler                             | deutscher Geobotaniker und Hochschullehrer                                                                      | 88       |       |
| 7. August  | Bianchi Anderloni                        | italienischer Automobildesigner und Unternehmer                                                                 | 87       |       |
| 7. August  | Sibylle Courvoisier                      | Schweizer Schauspielerin                                                                                        | 60       |       |
| 7. August  | Franz Grupp                              | deutscher Manager                                                                                               | 97       |       |
| 7. August  | Werner Janik                             | deutsch-polnischer Fußballtorhüter                                                                              | 83       |       |
| 7. August  | Wilfried Schäfer                         | deutscher Physiker und Hochschullehrer                                                                          | 51       |       |
| 7. August  | Friedrich Schlette                       | deutscher Prähistoriker und MdV (NDPD)                                                                          | 87       |       |
| 7. August  | Pierre Vilar                             | französischer Historiker                                                                                        | 97       |       |
| 7. August  | Rajko Žižić                              | jugoslawischer Basketballspieler                                                                                | 48       |       |
| 8. August  | Martha Chase                             | US-amerikanische Molekularbiologin                                                                              | 76       |       |
| 8. August  | Bhupen Khakhar                           | indischer Maler                                                                                                 | 69       |       |
| 8. August  | Hermann Oxfort                           | deutscher Politiker (FDP), MdA, Berliner Bürgermeister und Justizsenator                                        | 74       |       |
| 8. August  | Lenton Parr                              | australischer Bildhauer                                                                                         | 78       |       |
| 9. August  | Jimmy Davis                              | englischer Fußballspieler                                                                                       | 21       |       |
| 9. August  | Ingmar Egede                             | grönländischer Psychologe, Menschenrechtler, Lehrer und Rektor                                                  | 72       |       |
| 9. August  | Hans Frischknecht                        | Schweizer Leichtathlet und Waffenläufer                                                                         | 80       |       |
| 9. August  | Gregory Hines                            | US-amerikanischer Stepptänzer und Schauspieler                                                                  | 57       |       |
| 09. August | Onni Kasslin                             | finnischer Radrennfahrer                                                                                        | 76       |       |
| 9. August  | Daniel Ling                              | britisch-kanadischer Pädagoge, Pionier der auditiv-verbalen Erziehung und des Hörtrainings für das Cochleaim... | 77       |       |
| 9. August  | David Macdonald                          | kanadischer Organist                                                                                            | 51       |       |
| 9. August  | Bill Perkins                             | US-amerikanischer Jazzsaxophonist und -flötist                                                                  | 79       |       |
| 9. August  | Skip Scott                               | US-amerikanischer Autorennfahrer                                                                                | 61       |       |
| 9. August  | Herbie Steward                           | US-amerikanischer Jazzsaxophonist                                                                               | 77       |       |
| 9. August  | Gerhard Vogt                             | deutscher Fußballspieler                                                                                        | 69       |       |
| 10. August | Sarah Clackson                           | britische Papyrologin und Koptologin                                                                            | 37       |       |
| 10. August | Jacques Deray                            | französischer Regisseur                                                                                         | 74       |       |
| 10. August | Aïcha Fofana                             | malische Übersetzerin und Schriftstellerin                                                                      | ≈46      |       |
| 10. August | Walter Klose                             | deutscher Maler                                                                                                 | 82       |       |
| 10. August | Cedric Price                             | britischer Architekt                                                                                            | 68       |       |
| 11. August | Demetrio Ignacio Aquino Aquino           | paraguayischer Priester, Bischof von Caacupé                                                                    | 76       |       |
| 11. August | Armand Borel                             | Schweizer Mathematiker                                                                                          | 80       |       |
| 11. August | Herb Brooks                              | US-amerikanischer Eishockeytrainer                                                                              | 66       |       |
| 11. August | Jean Courteaux                           | französischer Fußballspieler und -trainer                                                                       | 76       |       |
| 11. August | Vicente Garrido                          | mexikanischer Bankier                                                                                           | 79       |       |
| 11. August | Heinz Krebs                              | deutscher Bankier                                                                                               | 96       |       |
| 11. August | Diana Mitford                            | britische Faschistin                                                                                            | 93       |       |
| 11. August | Hermann Neubert                          | deutscher Mykologe                                                                                              | 68       |       |
| 11. August | Martin O’Connell                         | kanadischer Wirtschaftswissenschaftler, Hochschullehrer und Politiker der Liberalen Partei Kanadas              | 87       |       |
| 11. August | Elisabeth Pletscher                      | Schweizer medizinische Laborantin und Frauenrechtlerin                                                          | 94       |       |
| 11. August | John Shearman                            | englischer Kunsthistoriker                                                                                      | 72       |       |
| 11. August | Joseph Ventaja                           | französischer Boxer                                                                                             | 73       |       |
| 11. August | Sigmund Widmer                           | Schweizer Politiker (LdU), Stadtpräsident von Zürich und Nationalrat                                            | 84       |       |
| 12. August | Antonio Deig Clotet                      | spanischer Geistlicher, katholischer Bischof                                                                    | 77       |       |
| 12. August | Alex Funke                               | deutscher evangelischer Geistlicher                                                                             | 89       |       |
| 12. August | Robert Wilhelm Grünwaldt                 | deutscher Zoologe und Entomologe, Spezialist für Sandbienen                                                     | 94       |       |
| 12. August | Else Marie Hansen                        | dänische Schauspielerin und Opernsängerin                                                                       | 98       |       |
| 12. August | Alfred Hausser                           | deutscher kommunistischer Widerstandskämpfer während der NS-Zeit                                                | 90       |       |
| 12. August | Håkon Kyllingmark                        | norwegischer Politiker (Høyre), Mitglied des Storting                                                           | 88       |       |
| 12. August | Edward Skottowe Northrop                 | US-amerikanischer Jurist und Politiker                                                                          | 92       |       |
| 12. August | Walter J. Ong                            | US-amerikanischer Geistlicher (katholisch), Literaturwissenschaftler und Medientheoretiker                      | 90       |       |
| 12. August | Esteban Servellón                        | salvadorianischer Komponist, Musiker, Dirigent und Musikpädagoge                                                | 81       |       |
| 12. August | Andreas Skjold                           | norwegischer Jazzmusiker und Jazzposaunist                                                                      | 73       |       |
| 12. August | Anne Tirard                              | britische Schauspielerin                                                                                        | 86       |       |
| 12. August | Kurt Wolff                               | deutscher Grafik-Designer und Hochschullehrer                                                                   | 87       |       |
| 13. August | Rena Chatzidaki                          | griechische Dichterin                                                                                           |          |       |
| 13. August | Nicolaus Dreyer                          | deutscher Unternehmer und Politiker (NSDAP, FDP, CDU), MdL, MdB                                                 | 82       |       |
| 13. August | Lothar Emmerich                          | deutscher Fußballspieler                                                                                        | 61       |       |
| 13. August | Erwin Glod                               | deutscher Fußballspieler                                                                                        | 67       |       |
| 13. August | Winfried Maechler                        | deutscher evangelisch-lutherischer Theologe                                                                     | 93       |       |
| 13. August | Ed Townsend                              | US-amerikanischer R&B-Sänger und Songwriter                                                                     | 74       |       |
| 14. August | Isa Hesse-Rabinovitch                    | Schweizer Grafikerin, Fotografin und Filmemacherin                                                              | 85       |       |
| 14. August | Mosche Karmel                            | israelischer Politiker und Minister                                                                             | 92       |       |
| 14. August | Lew Jefimowitsch Kerbel                  | sowjetischer Bildhauer                                                                                          | 85       |       |
| 14. August | Donal Lamont                             | nordirischer römisch-katholischer Bischof                                                                       | 92       |       |
| 14. August | Helmut Rahn                              | deutscher Fußballspieler                                                                                        | 73       |       |
| 14. August | Walter Reiche                            | deutscher Geistlicher (römisch-katholisch), Ehrenbürger von Zörbig                                              | 90       |       |
| 14. August | Fitnete Rexha                            | albanische Volksmusikerin                                                                                       | 67       |       |
| 14. August | Kirk Varnedoe                            | US-amerikanischer Kunsthistoriker                                                                               | 57       |       |
| 14. August | Friedrich-Carl zur Megede                | deutscher Jurist                                                                                                | 81       |       |
| 15. August | Gerhard Mauz                             | deutscher Journalist und Buchautor                                                                              | 77       |       |
| 16. August | Idi Amin                                 | ugandischer Diktator                                                                                            |          |       |
| 16. August | Nandor Balazs                            | ungarisch-US-amerikanischer theoretischer Physiker                                                              | 77       |       |
| 16. August | Gustav Biener                            | deutscher Kirchenmusiker und Komponist                                                                          | 77       |       |
| 16. August | Otto Glück                               | österreichischer Politiker (ÖVP)                                                                                | 84       |       |
| 16. August | Bernfried Leiber                         | deutscher Kinderarzt sowie Hochschullehrer                                                                      | 83       |       |
| 16. August | Gösta Sundqvist                          | finnischer Musiker                                                                                              | 46       |       |
| 16. August | Alfred Querbach                          | deutscher Schauspieler und Hörspielsprecher                                                                     | 82       |       |
| 17. August | Paolo Massimo Antici                     | italienischer Diplomat                                                                                          | 79       |       |
| 17. August | Niels Clauson-Kaas                       | dänischer Chemiker und Firmengründer                                                                            | 86       |       |
| 17. August | Mazen Dana                               | irakischer Kameramann der Nachrichtenagentur Reuters                                                            |          |       |
| 17. August | Otto Schwanz                             | deutscher Bordellbetreiber                                                                                      |          |       |
| 17. August | Siegfried Stier                          | deutscher Koch                                                                                                  |          |       |
| 17. August | Helmut Traska                            | deutscher Fußballspieler                                                                                        | 67       |       |
| 18. August | Mads Ole Balling                         | dänischer Archivar und Historiker                                                                               | 50       |       |
| 18. August | Henry Büchmann                           | dänischer Opernsänger und Schauspieler                                                                          | 82       |       |
| 18. August | Yolande Dulude                           | kanadische Opernsängerin (Sopran)                                                                               | 72       |       |
| 18. August | Álvaro Gaxiola                           | mexikanischer Wasserspringer                                                                                    | 66       |       |
| 18. August | Hans Gresser                             | deutscher Komponist und Autor                                                                                   | 82       |       |
| 18. August | Eduard Kittl                             | österreichischer Landesbeamter und Politiker (SPÖ), Abgeordneter zum Nationalrat                                | 80       |       |
| 18. August | Břetislav Novák                          | tschechischer Mathematiker                                                                                      | 65       |       |
| 18. August | Dieter Röttger                           | deutscher Maler und Grafiker                                                                                    | 73       |       |
| 18. August | Engin Sincer                             | kurdischer Kämpfer der PKK, wird als Märtyrer verehrt                                                           | 34       |       |
| 19. August | Rudolf Austen                            | deutscher Maler und Grafiker                                                                                    | 72       |       |
| 19. August | Johannes Cieslak                         | deutscher Ofensetzer                                                                                            | 89       |       |
| 19. August | Eduard W. Diehl                          | deutscher Arzt und Entomologe                                                                                   | 86       |       |
| 19. August | Alois Fischer                            | deutscher Pädagoge, Philosoph und Theologe                                                                      | 100      |       |
| 19. August | Detlef Schreiber                         | deutscher Architekt und Stadtplaner                                                                             | 72       |       |
| 19. August | Line Monty                               | algerisch-französische Sängerin                                                                                 | 76 o. 77 |       |
| 19. August | John Munro                               | kanadischer Jurist und Politiker der Liberalen Partei Kanadas                                                   | 72       |       |
| 19. August | Carlos Roberto Reina                     | honduranischer Politiker, Präsident von Honduras                                                                | 77       |       |
| 19. August | Sérgio Vieira de Mello                   | brasilianischer Mitarbeiter der Vereinten Nationen                                                              | 55       |       |
| 19. August | Hermann Withalm                          | österreichischer Politiker (ÖVP), Abgeordneter zum Nationalrat                                                  | 91       |       |
| 20. August | Luděk Brož                               | tschechischer Geistlicher, evangelischer Theologe                                                               | 81       |       |
| 20. August | Michael Milner, 2. Baron Milner of Leeds | britischer Peer und Politiker (Labour)                                                                          | 79       |       |
| 20. August | John Ogbu                                | nigerianisch-US-amerikanischer Anthropologe und Intelligenzforscher                                             | 64       |       |
| 20. August | Christian Pescheck                       | deutscher Prähistoriker, Universitätslehrer und Denkmalpfleger                                                  | 91       |       |
| 21. August | Wassili Fjodorowitsch Borissow           | sowjetischer Sportschütze                                                                                       | 80       |       |
| 21. August | Franz-Karl Enders                        | deutscher Wirtschaftswissenschaftler                                                                            | 75       |       |
| 21. August | Alberto González                         | paraguayischer Fußballspieler                                                                                   |          |       |
| 21. August | Paul Hübner                              | deutscher Maler, Lyriker und Schriftsteller                                                                     | 88       |       |
| 21. August | Ismail Abu Schanab                       | palästinensischer Ingenieur und Politiker (Hamas)                                                               |          |       |
| 21. August | Wesley Willis                            | US-amerikanischer Musiker                                                                                       | 40       |       |
| 22. August | Imperio Argentina                        | argentinisch-spanische Sängerin und Filmschauspielerin                                                          | 96       |       |
| 22. August | Audrey Jones Beck                        | US-amerikanische Kunstsammlerin und Mäzenin                                                                     | 79       |       |
| 22. August | Hugo Duval                               | argentinischer Tangosänger                                                                                      | 74       |       |
| 22. August | Arnold Gerschwiler                       | Schweizer Eiskunstlauftrainer                                                                                   | 89       |       |
| 22. August | Hermann Klare                            | deutscher Chemiker und Präsident der Akademie der Wissenschaften der DDR                                        | 94       |       |
| 22. August | Paula Köhlmeier                          | österreichische Schriftstellerin                                                                                |          |       |
| 22. August | Jindřich Polák                           | tschechischer Filmregisseur                                                                                     | 78       |       |
| 22. August | Charlotte Selver                         | deutsche Pädagogin                                                                                              | 102      |       |
| 22. August | Floyd Tillman                            | US-amerikanischer Country-Musiker und Songschreiber                                                             | 88       |       |
| 22. August | Charles Van den Ouwelant                 | belgischer Ordensgeistlicher, Bischof von Surigao                                                               | 92       |       |
| 23. August | Hansjochem Autrum                        | deutscher Zoologe                                                                                               | 96       |       |
| 23. August | Maurice Buret                            | französischer Dressurreiter                                                                                     | 94       |       |
| 23. August | Jack Dyer                                | australischer Fußballspieler                                                                                    | 89       |       |
| 23. August | John Geoghan                             | US-amerikanischer Pfarrer                                                                                       | 68       |       |
| 23. August | Ernst Hoffmann                           | deutscher Philosoph und Historiker in der DDR                                                                   | 91       |       |
| 23. August | Irmela Hofmann                           | deutsche Seelsorgerin und Autorin                                                                               | 78       |       |
| 23. August | Pierre Hupé                              | französischer Paläontologe                                                                                      | 96       |       |
| 23. August | Helmut Kirschey                          | deutscher Anarchist und Widerstandskämpfer                                                                      | 90       |       |
| 23. August | Hilde Pleyer                             | österreichische Politikerin (SPÖ), Abgeordnete zum Burgenländischen Landtag, Mitglied des Bundesrates           | 80       |       |
| 23. August | Giovanni Santinello                      | italienischer Philosoph und Hochschullehrer                                                                     | 81       |       |
| 23. August | Michael Wamalwa                          | kenianischer Vizepräsident                                                                                      | 58       |       |
| 24. August | Phuntsho Choden                          | Königsgemahlin von Bhutan                                                                                       |          |       |
| 24. August | Jack Eisner                              | polnisch-US-amerikanischer Buchautor und Unternehmer                                                            | 77       |       |
| 24. August | Roderich Fuhrmann                        | deutscher Pianist, Musikwissenschaftler und Professor                                                           | 74       |       |
| 24. August | Herbert Otto                             | deutscher Schriftsteller                                                                                        | 78       |       |
| 24. August | John Jacob Rhodes                        | US-amerikanischer Politiker                                                                                     | 86       |       |
| 24. August | Wilfred Thesiger                         | britischer Forscher und Entdecker                                                                               | 93       |       |
| 25. August | Michail Jemzew                           | russischer Science-Fiction-Autor                                                                                | 73       |       |
| 25. August | Hella Kasten                             | deutsche Politikerin (CDU)                                                                                      | 58       |       |
| 25. August | Karl-Hermann Reccius                     | deutscher Verwaltungsjurist                                                                                     | 87       |       |
| 25. August | Susanne Scheibler                        | deutsche Schriftstellerin                                                                                       | 66       |       |
| 25. August | Ludwig Zempelburg                        | deutscher Journalist und Diplomat (DDR)                                                                         | 85       |       |
| 26. August | Lucius Burckhardt                        | Schweizer Soziologe und Nationalökonom                                                                          | 78       |       |
| 26. August | Wilma Burgess                            | US-amerikanische Country-Sängerin                                                                               | 64       |       |
| 26. August | Paul Doll                                | deutscher Verwaltungsbeamter und Politiker (SPD), MdL                                                           | 88       |       |
| 26. August | Keith James Laidler                      | britisch-kanadischer Chemiker (Physikalische Chemie) und Chemiehistoriker                                       | 87       |       |
| 26. August | Eldon Walli                              | US-amerikanischer Kriegsberichterstatter                                                                        | 90       |       |
| 27. August | Roland Endler                            | deutscher Fabrikant und Fußballfunktionär                                                                       | 90       |       |
| 27. August | Friedrich-Wilhelm Evers                  | deutscher Politiker (CDU), MdL                                                                                  | 89       |       |
| 27. August | Horst Fust                               | deutscher Journalist und Chefredakteur der BILD-Zeitung                                                         | 73       |       |
| 27. August | Doris Morf                               | Schweizer Politikerin (SP), Verlegerin und Schriftstellerin                                                     | 75       |       |
| 27. August | Peter-Paul Pigmans                       | niederländischer Techno-Musiker                                                                                 | 42       |       |
| 27. August | Pierre Poujade                           | französischer Politiker                                                                                         | 82       |       |
| 27. August | William J. Scherle                       | US-amerikanischer Politiker                                                                                     | 80       |       |
| 27. August | Heinrich Straub                          | deutscher Geistlicher, römisch-katholischer Kirchenrechtler                                                     | 85       |       |
| 27. August | Reiner Sturm                             | deutscher Serienmörder                                                                                          |          |       |
| 27. August | Nikolaj Todorow                          | bulgarischer Historiker, Politiker und Diplomat                                                                 | 82       |       |
| 28. August | Rudolf Bourgeois                         | römisch-katholischer Geistlicher und Prior                                                                      | 62       |       |
| 28. August | Günter Bruns                             | deutscher Mediziner                                                                                             | 89       |       |
| 28. August | Peter Hacks                              | deutscher Dramatiker und Schriftsteller                                                                         | 75       |       |
| 28. August | Josef Hesoun                             | österreichischer Politiker (SPÖ), Abgeordneter zum Nationalrat, Mitglied des Bundesrates                        | 73       |       |
| 28. August | François Missoffe                        | französischer Politiker                                                                                         | 83       |       |
| 28. August | Philipp Ernst zu Schaumburg-Lippe        | deutscher Adelsnachkomme, Oberhaupt des Hauses Schaumburg-Lippe                                                 | 75       |       |
| 28. August | James Patrick Shannon                    | US-amerikanischer römisch-katholischer Weihbischof                                                              | 82       |       |
| 28. August | Brian Wells                              | US-amerikanischer Pizzabote, dessen mysteriöser gewaltsamer Tod erhebliches Medienaufsehen in den Vereinigte... | 46       |       |
| 29. August | Anahit Yulanda Varan                     | armenisch-türkische Musikerin                                                                                   |          |       |
| 29. August | Horace Welcome Babcock                   | US-amerikanischer Astronom                                                                                      | 90       |       |
| 29. August | Edouard Calic                            | jugoslawischer Journalist, Publizist und Historiker                                                             | 92       |       |
| 29. August | Michel Constantin                        | französischer Schauspieler                                                                                      | 79       |       |
| 29. August | Holger Fliessbach                        | deutscher Übersetzer                                                                                            | 60       |       |
| 29. August | Muhammad Baqir al-Hakim                  | irakischer Geistlicher und Oppositionsführer                                                                    | 64       |       |
| 29. August | Horst Hilbert                            | deutscher Politiker (SED)                                                                                       | 83       |       |
| 29. August | Aad de Jong                              | niederländischer Fußballspieler                                                                                 | 81       |       |
| 29. August | Tadeusz Spychała                         | polnisch-österreichischer Architekt                                                                             |          |       |
| 29. August | Corrado Ursi                             | italienischer Kardinal der römisch-katholischen Kirche und Erzbischof von Neapel                                | 95       |       |
| 29. August | Vladimír Vašíček                         | tschechischer Maler                                                                                             | 83       |       |
| 30. August | Robert Abplanalp                         | US-amerikanischer Erfinder Schweizer Herkunft                                                                   | 81       |       |
| 30. August | Charles Bronson                          | US-amerikanischer Schauspieler                                                                                  | 81       |       |
| 30. August | Donald Davidson                          | US-amerikanischer Philosoph und Universitätsprofessor                                                           | 86       |       |
| 30. August | Wolfram Heyn                             | deutscher Politiker (SPD), MdL                                                                                  | 59       |       |
| 30. August | Peter Meven                              | deutscher Opern- und Konzertsänger (Bass)                                                                       | 73       |       |
| 31. August | Pierre Cahuzac                           | französischer Fußballspieler                                                                                    | 76       |       |
| 31. August | Tadeusz Machl                            | polnischer Komponist, Organist und Musikpädagoge                                                                | 80       |       |
| 31. August | Rolf Rilinger                            | deutscher Althistoriker                                                                                         | 61       |       |
| 31. August | Eva Schäfer                              | deutsche Schauspielerin                                                                                         | 78       |       |
| 31. August | Péter Székely                            | ungarischer Schachspieler                                                                                       | 48       |       |
| 31. August | Pavel Tigrid                             | tschechischer Schriftsteller, Journalist, Herausgeber und Politiker                                             | 85       |       |